# Uitbus
De Uitbus is de benaming voor de nachtlijnen die rijden vanuit Breda naar omliggende plaatsen, welke verzorgd worden door Arriva.
De Uitbussen rijden op Koningsnacht en tijdens carnaval 1x/uur vanuit het centrum van Breda naar enkele omliggende plaatsen zoals Etten-Leur, Prinsenbeek, Terheijden, Wagenberg, Made, Teteringen, Oosterhout, Rijsbergen en Zundert. 
De opstapplaats is halte Centrum, gelegen aan de Karnemelkstraat.
Op de Uitbussen zijn alleen nachtbuskaarten geldig. Met dit kaartje reis je vanaf 17.00 uur 1 enkele reis heen met regulier vervoer en 1 rit naar huis met het nachtbusvervoer. Alle overige vervoersbewijzen zijn niet geldig.
Tot 18 december 2022 reed de Uitbus elke zaterdagnacht. Sindsdien rijdt de Uitbus alleen nog tijdens carnaval en Koningsnacht.